# 三吉正一

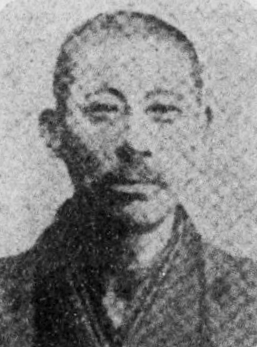
三吉正一

三吉 正一（みよし しょういち、1853年11月28日（嘉永6年10月28日） - 1906年（明治39年）3月24日）は、明治中期の日本の技術者。日本初の電気機器製造会社である三吉電機工場を経営し、電気機器の国産化を図った。

## 生涯

### 三吉工場（三吉電機工場）の設立
三吉正一は周防国岩国に生まれた。家は岩国領主吉川氏に仕え、祖父は佐久間象山や勝海舟とも親交があったという。1871年（明治4年）に大阪の開城学校に入学、翌年には上京して同郷先輩宅に寄宿していたが1875年（明治8年）上州富岡製糸場の伝習生となりその技術を学ぶことになった。やがて工部省が学校を創立し、学生を募集することを知り上京して勝海舟と面会して入学の希望を伝えた。そして東京電信修技校に入学することとなり通信術を学んだ。
1877年（明治10年）工部省電信寮製機科に入り技手となる。同年の内国勧業博覧会には踏転繰糸機 を出品し褒状を受ける。
1883年（明治16年）三吉に神戸電信局転勤の辞令がおりる、しかし三吉は東京で電気技術を学びたかったため転勤を拒否したところ、懲戒免官となってしまう。そこで芝区南佐久間町（現在の港区西新橋）の自宅に工場を設え電信、電話機、電鈴等の製造販売をはじめる。これが日本初の電機製造会社三吉工場（のち三吉電機工場）の誕生であった。
転機は同郷の岩国出身である工部大学校の藤岡市助の協力を得られたことであった。三吉の電信局技手時代に勤務の傍らしていた電気機械の製作に関して藤岡から教授を受けることが多く、私的にも藤岡夫妻の媒酌人をつとめる関係であった。あるとき藤岡が設計製作した狐光燈（アーク灯）用直流直巻発電機模型を工部大学校より持ち出し、これの試作を命じられたので苦心惨憺して完成させ、次に鉱山用手回発電機（雷管爆発用）を製作した。これにより紡績工場や鉱山より小型直流発電機の注文を受けるようになった。藤岡の自宅と工場の距離は30間ほどで藤岡は学校からの帰途工場に立寄り指導をしていった。こうして藤岡が考案設計し三吉が製作するという二人三脚のもと発電機、電球等電気機器の国産化をすすめていくようになる。1886年（明治19年）藤岡は東京電燈の技師長となり営業が開始されると、三吉は東京電燈の機器の製造修理を請負うことになった。業務拡大により1887年（明治20年）芝区三田四国町（現在の港区芝五丁目）に工場を移転し三吉電機工場に改称する。

### 発電機
東京電燈が開業すると各地から電燈会社設立や事業所の発電所建設の相談が殺到した。藤岡が指導、設計をし、東京電燈が工事を請け負いほとんどの工事と機器製造を三吉へ委託した。1892年（明治25年）末には事業者数が11を数えた。またこれまでは火力発電であったが蹴上発電所の好成績もあり水力発電所も建設されるようになる。1895年（明治28年）末の電燈会社数は火力24社、水力7社、火力水力併用3社であった。各地の電燈会社で交流式発電機が使用されるようになると三吉電機工場も1892年（明治25年）日光電燈、1893年（明治26年）に浜松電燈、豊橋電燈用に製作している。
また関東地方初の水力発電所である箱根電燈発電所（1892年（明治25年）湯本湯端発電所で運転開始。発電機は三吉電機製）は一時三吉の個人所有であった。1900年（明治33年）小田原電気鉄道が買収。

### 白熱電球
藤岡はトーマス・エジソンから工部大学校へ寄贈を受けた白熱電球30個の見本をもとに研究を続け、三吉とともに白熱電燈用発電機を完成させた。1885年（明治18年）に東京銀行集会所の開所式でその発電機を使用して白熱電燈を点灯させその宣伝につとめた。その後東京電燈の技師長として社用で渡英した際、エジソン・スワン社より電球製造機械を購入した。そして白熱電球の国産化の為に矢島社長と掛け合い電球製造事業を独立することにした。そして藤岡は三吉に協力を求め1890年（明治23年）4月合資会社白熱舎（東芝の電灯部門の前身）を設立した。やがて8月に初の国産白熱電球の試作に成功した。その後も研究を続け、電球の生産量をふやしていった。しだいに各地に電燈会社が設立されていき、また日清戦争後の好景気にのって1896年（明治29年）東京白熱電燈球製造株式会社（社長三吉正一）を設立、1898年（明治31年）新工場を三田四国町に完成させた。しかしこの年三吉は三吉電機工場を閉鎖し東京白熱電燈球製造の社長も降りてしまう。

### 電気鉄道
電気鉄道との関わりは、藤岡がアメリカより路面電車を持ち帰ったことから始まる。この電車は三吉電機工場で組み立てられ、1890年（明治23年）上野公園で開催された第3回内国勧業博覧会の会場で運転された（東京電燈スプレーグ式電車）。終了後は工場で保管されたが1893年（明治26年）4月浅草寺の開扉の際100日間限りの運転を願い出たが許可されなかった。1899年（明治32年）大師電気鉄道の開業直後からこの車両が使用された。三吉は短期間であるが取締役をつとめていた
また1892年（明治25年）に開業した京都電気鉄道の建設工事を請負っている。電車の電動機も製造し使用された。

### 工場閉鎖
三吉電機工場は1896年（明治29年）年度には職工約300人を抱えていたが、日清戦争後の不況により経営危機に陥っていた。そこに岩垂邦彦から工場買収の申出があった。以前三吉電機工場に勤めていた前田武四郎を仲介役として三吉と交渉し4万円（機械器具代25,206円、建物14,793円）で売却することになった（1898年（明治31年）10月逓信大臣より譲渡許可）。そのとき洋行していた藤岡は大変憤慨したという。岩垂が買収した工場は、翌1899年7月17日に発足した日本電気の本社工場となった。
工場閉鎖後、弟の武田俊熊、三吉五郎ら家族とごく少数の人数で三吉商会を経営することになった。さらに三吉正一の養子友之輔が営業を受け継いだ。1906年（明治39年）3月24日病死する。青山墓地に葬られたが、後に多磨墓地に改葬された。

## 三吉電機工場出身者

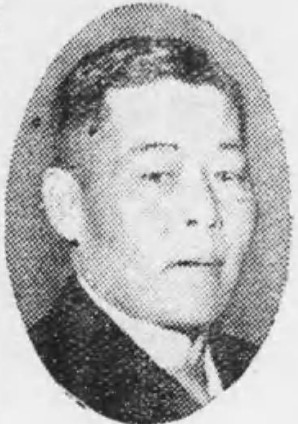
三崎省三（1867－1929、兵庫県氷上郡黒井村出身）。成立学舎を経て1887年に渡米、働きながらサンフランシスコのグラマースクールを経て1890年よりスタンフォード大学とパデュー大学で2年ずつ電気工学を学び帰国。1894年に三吉電機工場に入り、京都電鉄の国産初の電車を手掛け、1899年に阪神電鉄に招かれ、技師長を経て専務を務めた

三吉は職工の中に熱心な青年を見つけると夜学に通わせた。また寄宿舎を設け教師を雇い夜間に英語、数学、電気の初歩を学ばせた。工場内にも電気試験所を設置し機材を揃え研究の機会を与えた。こうした結果三吉電機工場出身の技術者が各所で活躍していった。重宗芳水（明電舎）、才賀藤吉（才賀電機商会）、石田房吉（石田電気製造所）、岡源三（岡電気製作所）、小田荘吉（小田電機工場）、本多鐵蔵（本多電機製作所）、三崎省三（阪神電気鉄道専務）、加藤木重教（電気之友創刊）